# Mongo (Tsjaad)
Mongo is een stad in Tsjaad en is de hoofdplaats van de regio Guéra. Mongo telt naar schatting 30.000 inwoners. De stad is gelegen in een droog gebied omringd door bergen in een van de armere regio's van het land.

## Onderwijs
In 2002 werd in Mongo het Institut universitaire polytechnique opgericht. In 2016 werd het instituut een universitaire instelling onder de naam Université polytechnique. Er worden onder andere ingenieursopleidingen gegeven.

## Religie
De voornaamste religie in Mongo is de islam. De stad is de zetel van het het rooms-katholieke Apostolisch vicariaat Mongo, waaronder het oosten van Tsjaad valt. Hoofdkerk is de Cathédrale Saint-Ignace. Er zijn ook verschillende protestantse kerken in de stad.